# Trossin
Trossin település Németországban, azon belül Szászország tartományban. Lakosainak száma 1251 fő (2023. december 31.).

## Népesség
A település népességének változása:
| Lakosok száma | 1258 | 1256 | 1237 | 1278 | 1251 |
|               | 2017 | 2019 | 2021 | 2022 | 2023 |